# Connor McDavid
Connor Andrew McDavid (ur. 13 stycznia 1997 w Richmond Hill, Ontario) – kanadyjski hokeista grający na pozycji napastnika w drużynie Edmonton Oilers w National Hockey League (NHL).

## Kariera
Jest trzecim zawodnikiem w historii Ontario Hockey League (OHL) – po Johnie Tavaresie w 2005 roku i Aaronie Ekbladzie w 2011 roku, który do draftu tych rozgrywek przystąpił w wieku 15 lat, a nie 16. Zawodnik dołączył do drużyny Erie Otters od sezonu 2012–13, w którym 21 września 2012 roku zdobył swojego pierwszego gola w tych rozgrywkach, w przegranym 2:8 przez Otters meczu z London Knights. 
W swoim pierwszym sezonie w OHL ustanowił rekord klubu w tzw. punktacji kanadyjskiej: 25 goli i 41 asyst w 63 meczach sezonu regularnego, oraz zajął drugie miejsce wśród debiutantów pod względem ilości strzelonych goli w całych rozgrywkach – za Nikołajem Gołdobinem.

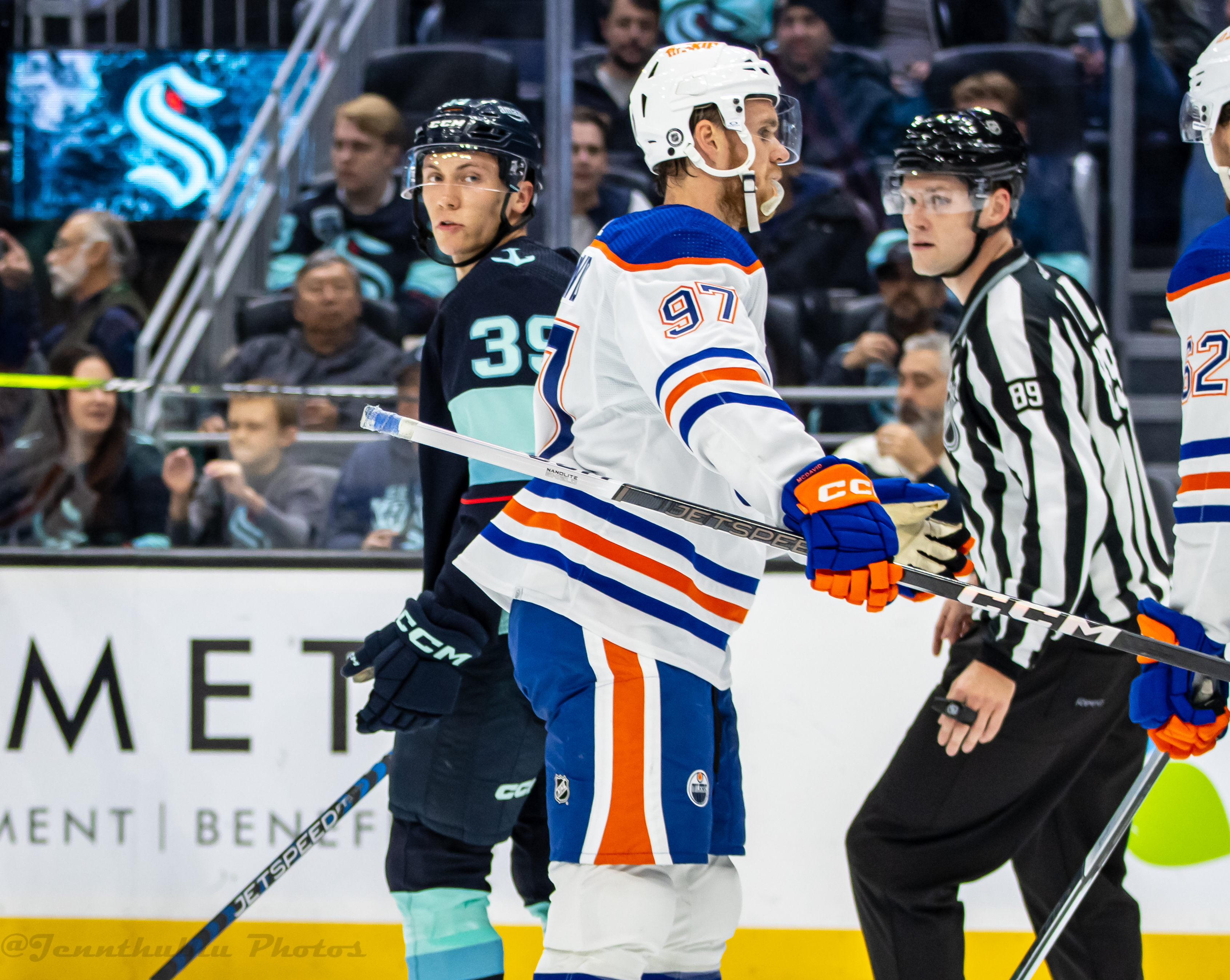
W barwach Edmonton Oilers w sezonie 2023–24. W drużynie z Edmonton występuje nieprzerwanie od 10. sezonów

Po skończeniu wieku juniora – przed sezonem 2015–16, podpisał 3 lipca 2015 roku 3-letni kontrakt z drużyną NHL – Edmonton Oilers.
9 października 2015 roku zadebiutował w rozgrywkach NHL w przegranym 1:3 meczu Oilers z St. Louis Blues, gdzie dwukrotnie był bliski zdobycia gola. Swoją pierwszą bramkę w tych rozgrywkach zdobył pięć dni później w swoim trzecim meczu, w drugiej tercji przegranego 2:4 przez Oilers meczu z Dallas Stars.

### Kariera reprezentacyjna

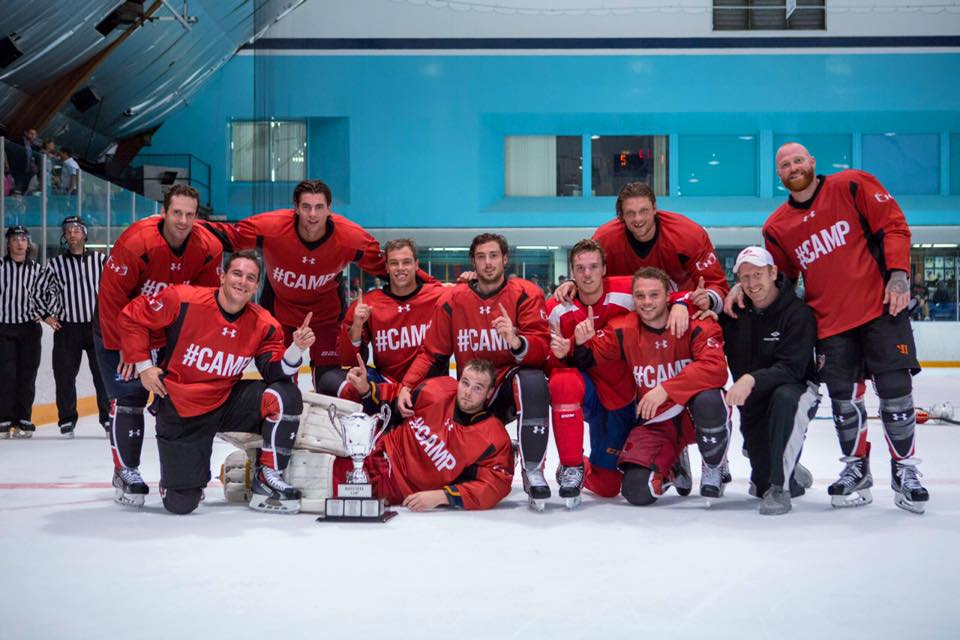
W barwach młodzieżowej reprezentacji Kanady (klęczy szósty od lewej) w 2015 roku

Międzynarodowa kariera hokeisty rozpoczęła się w 2013 roku, gdzie w wieku 16 lat był najmłodszym uczestnikiem mistrzostw świata do lat 18 w 2013 roku rozgrywanych w Soczi. Z młodzieżową reprezentacją Kanady zwyciężył w tych mistrzostwach oraz został MVP i najskuteczniejszym zawodnikiem tego turnieju z 14 punktami (z 8 golami i 6 asystami).
Po raz pierwszy w seniorskiej reprezentacji Kanady wystąpił podczas mistrzostw świata 2016 rozgrywanych w Rosji. Turniej ukończył z 8 asystami oraz jednym golem zdobytym w meczu o złoty medal przeciwko Finlandii, której reprezentację Kanadyjczycy pokonali 2:0. W 2016 roku został również mianowany kapitanem reprezentacji Ameryki Północnej – drużyny złożonej z zawodników z Kanady i Stanów Zjednoczonych w wieku 23 lat lub młodszych, podczas Pucharu Świata 2016 rozgrywanego w Toronto. Dwa lata później został kapitanem reprezentacji Kanady na mistrzostwach świata 2018 rozgrywanych w Danii. Kanada po raz pierwszy od 2014 roku zakończyła ten turniej bez medalu, a sam zawodnik zakończył te mistrzostwa z 5 golami i 12 asystami. McDavid planował wystąpić na kolejnych mistrzostwach świata 2019, ale pod koniec sezonu doznał kontuzji nogi, która uniemożliwiła mu udział w tym turnieju.
Był jednym z trzech pierwszych hokeistów wybranych do składu drużyny Kanady na Zimowe Igrzyska Olimpijskie 2022 w Pekinie – dołączając do Sidneya Crosby'ego i Alexa Pietrangelo, jednak w grudniu 2021 roku NHL ogłosiło, że żaden zawodnik nie będzie mógł wziąć udziału w zimowych igrzyskach olimpijskich, powołując się na pandemię COVID-19 w całej lidze. McDavid, który już stracił szansę na udział we wcześniejszych Zimowych Igrzyskach Olimpijskich 2018 był zły na taką decyzję ligi, mówiąc:

Zawsze marzyłem o grze na igrzyskach olimpijskich odkąd byłem małym dzieckiem. Więc to, że tak się stało, gdy byliśmy blisko, było rozczarowujące

## Życie prywatne
27 lipca 2024 roku poślubił swoją długoletnią dziewczynę Lauren Kyle. Ich ślub został opisany w magazynie Vogue, a jego drużbami byli koledzy z drużyny Leon Draisaitl i Darnell Nurse.
21 czerwca 2017 roku firma Electronic Arts ogłosiła, że hokeista znajdzie się na okładce gry komputerowej z serii NHL – NHL 18. Jego unikalny styl jazdy na łyżwach został wykorzystany przez technologię animacji Real Player Motion w kolejnej edycji gry tej serii – NHL 19. W 2022 roku został pierwszym aktywnym zawodowym sportowcem, który został ambasadorem marki firmy bukmacherskiej BetMGM.
Poza hokejem na lodzie kibicuje drużynie Toronto Blue Jays z Major League Baseball (MLB).

## Statystyki

### Sezon zasadniczy i faza play-off
| 2011–12   | Toronto Marlboros | GTHL (AAA) | 88  | 79  | 130 | 209  | –   | –  | –  | –  | –   | –  |
| 2011–12   | Toronto Marlboros | GTHL       | 33  | 27  | 50  | 77   | 14  | –  | –  | –  | –   | –  |
| 2012–13   | Erie Otters       | OHL        | 63  | 25  | 41  | 66   | 36  | –  | –  | –  | –   | –  |
| 2013–14   | Erie Otters       | OHL        | 57  | 28  | 71  | 99   | 20  | 14 | 4  | 15 | 19  | 2  |
| 2014–15   | Erie Otters       | OHL        | 47  | 44  | 76  | 120  | 48  | 20 | 21 | 28 | 49  | 12 |
| 2015–16   | Edmonton Oilers   | NHL        | 45  | 16  | 32  | 48   | 18  | –  | –  | –  | –   | –  |
| 2016–17   | Edmonton Oilers   | NHL        | 82  | 30  | 70  | 100  | 26  | 13 | 5  | 4  | 9   | 2  |
| 2017–18   | Edmonton Oilers   | NHL        | 82  | 41  | 67  | 108  | 26  | –  | –  | –  | –   | –  |
| 2018–19   | Edmonton Oilers   | NHL        | 78  | 41  | 75  | 116  | 20  | –  | –  | –  | –   | –  |
| 2019–20   | Edmonton Oilers   | NHL        | 64  | 34  | 63  | 97   | 28  | 4  | 5  | 4  | 9   | 2  |
| 2020–21   | Edmonton Oilers   | NHL        | 56  | 33  | 72  | 105  | 20  | 4  | 1  | 3  | 4   | 0  |
| 2021–22   | Edmonton Oilers   | NHL        | 80  | 44  | 79  | 123  | 45  | 16 | 10 | 23 | 33  | 10 |
| 2022–23   | Edmonton Oilers   | NHL        | 82  | 64  | 89  | 153  | 36  | 12 | 8  | 12 | 20  | 0  |
| 2023–24   | Edmonton Oilers   | NHL        | 76  | 32  | 100 | 132  | 30  | 25 | 8  | 34 | 42  | 10 |
| 2024–25   | Edmonton Oilers   | NHL        | 67  | 26  | 74  | 100  | 37  | –  | –  | –  | –   | –  |
| NHL razem | NHL razem         | NHL razem  | 712 | 361 | 721 | 1082 | 286 | 74 | 37 | 80 | 117 | 24 |

## Osiągnięcia i nagrody indywidualne

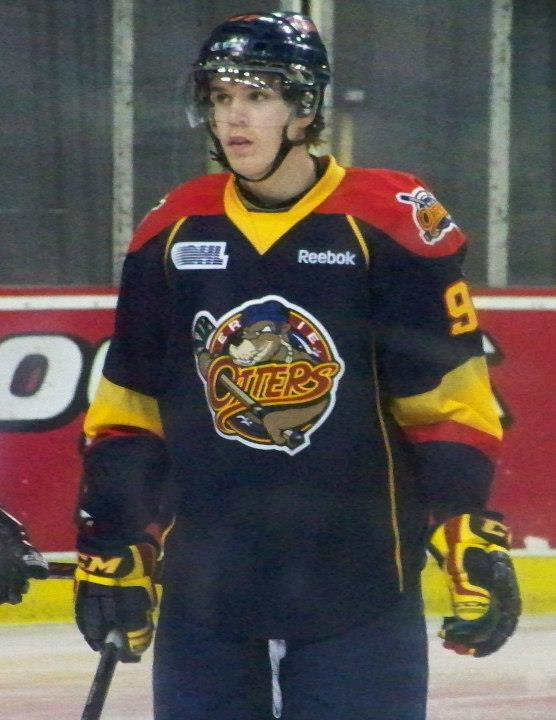
W barwach Erie Otters przez 3 sezony gry zdobył wiele nagród indywidualnych m.in. 2-krotnie dla zawodnika, który najlepiej łączy wysokie standardy gry z doskonałością akademicką (Trofeum Bobby Smitha) i najbardziej uczciwego sportowca rozgrywek OHL (Trofeum Williama Hanleya)

| Najlepszy zawodnik          | 2012 |
| Trofeum Pamięci Tima Adamsa | 2012 |

| Nagroda Jacka Fergusona        | 2012       |
| Nagroda Rodziny Emms           | 2013       |
| Pierwszy skład debiutantów     | 2013       |
| Trofeum Williama Hanleya       | 2014       |
| Trofeum Bobby Smitha           | 2014, 2015 |
| Drugi skład gwiazd             | 2014       |
| Trofeum Reda Tilsona           | 2015       |
| Pierwszy skład gwiazd          | 2015       |
| Nagroda Wayne'a Gretzky'ego 99 | 2015       |

| Najbardziej rokujący zawodnik | 2014, 2015 |
| Najlepszy zawodnik            | 2015       |

| Pierwszy skład debiutantów | 2016                                     |
| Uczestnik meczu gwiazd     | 2017, 2018, 2019, 2021, 2022, 2023, 2024 |
| Pierwszy skład gwiazd      | 2017, 2018, 2019, 2021, 2023             |
| Trofeum Pamięci Arta Rossa | 2017, 2018, 2021, 2022, 2023             |
| Trofeum Harta              | 2017, 2021, 2023                         |
| Nagroda Teda Lindsaya      | 2017, 2018, 2021, 2023                   |
| Drugi skład gwiazd         | 2022, 2024                               |
| Trofeum Maurice'a Richarda | 2023                                     |
| Trofeum Conn Smythe'a      | 2024                                     |

| Najlepszy zawodnik mistrzostw świata do lat 18     | 2013 |
| Uczestnik meczu gwiazd mistrzostwa świata juniorów | 2015 |